# Donald O. Mitchell
Pour les articles homonymes, voir Mitchell.
Donald O. Mitchell est un ingénieur du son américain.

## Filmographie (sélection)
- 1973 : La Chasse aux diplômes (The Paper Chase) de James Bridges
- 1975 : Le Solitaire de Fort Humboldt (Breakheart Pass) de Tom Gries
- 1976 : Transamerica Express (Silver Streak) d'Arthur Hiller
- 1978 : La Malédiction de la Panthère rose (Revenge of the Pink Panther) de Blake Edwards
- 1978 : Le Convoi (Convoy) de Sam Peckinpah
- 1979 : Bienvenue, mister Chance (Being There) d'Hal Ashby
- 1979 : Rocky 2 : La Revanche (Rocky II) de Sylvester Stallone
- 1980 : Raging Bull de Martin Scorsese
- 1980 : Tu fais pas le poids, shérif ! (Smokey and the Bandit II) d'Hal Needham
- 1981 : L'Équipée du Cannonball (The Cannonball Run) d'Hal Needham
- 1982 : 48 Heures (48 Hrs.) de Walter Hill
- 1982 : Rambo (First Blood) de Ted Kotcheff
- 1982 : Brisby et le Secret de NIMH (The Secret of NIMH) de Don Bluth
- 1982 : Rocky 3 : L'Œil du tigre (Rocky III) de Sylvester Stallone
- 1982 : Hammett de Wim Wenders
- 1983 : Tendres Passions (Terms of Endearment) de James L. Brooks
- 1983 : Les Copains d'abord (The Big Chill) de Lawrence Kasdan
- 1984 : Le Flic de Beverly Hills (Beverly Hills Cop) de Martin Brest
- 1985 : Chorus Line (A Chorus Line) de Richard Attenborough
- 1985 : Silverado de Lawrence Kasdan
- 1985 : Rambo 2 : La Mission (Rambo: First Blood Part II) de George Pan Cosmatos
- 1986 : Basil, détective privé (The Great Mouse Detective) de Ron Clements, Burny Mattinson, David Michener, John Musker
- 1986 : Y a-t-il quelqu'un pour tuer ma femme ? (Ruthless People) de Jerry Zucker, Jim Abrahams et David Zucker
- 1986 : Top Gun de Tony Scott
- 1987 : Pacte avec un tueur (Best Seller) de John Flynn
- 1987 : Le Flic de Beverly Hills 2 (Beverly Hills Cop II) de Tony Scott
- 1987 : La Bamba de Luis Valdez
- 1988 : Masquerade de Bob Swaim
- 1989 : Glory d'Edward Zwick
- 1989 : Black Rain de Ridley Scott
- 1989 : Une saison blanche et sèche (A Dry White Season) d'Euzhan Palcy
- 1989 : Blue Steel de Kathryn Bigelow
- 1990 : Jours de tonnerre (Days of Thunder) de Tony Scott
- 1991 : Point Break de Kathryn Bigelow
- 1992 : Piège en haute mer (Under Siege) d'Andrew Davis
- 1992 : Les Experts (Sneakers) de Phil Alden Robinson
- 1993 : Le Fugitif (The Fugitive) d'Andrew Davis
- 1993 : Blessures secrètes (This Boy's Life) de Michael Caton-Jones
- 1994 : Danger immédiat (Clear and Present Danger) de Phillip Noyce
- 1995 : Batman Forever de Joel Schumacher
- 1996 : Matilda de Danny DeVito
- 1997 : Batman et Robin (Batman and Robin) de Joel Schumacher

## Distinctions

### Récompenses
- Oscars 1990 : Oscar du meilleur mixage de son pour Glory
- BAFTA 1994 : British Academy Film Award du meilleur son pour Le Fugitif
- 1994 : Cinema Audio Society Awards pour Le Fugitif

### Nominations
- Oscar du meilleur mixage de son
  - en 1974 pour La Chasse aux diplômes
  - en 1977 pour Transamerica Express
  - en 1981 pour Raging Bull
  - en 1984 pour Tendres Passions
  - en 1986 pour Chorus Line
  - en 1986 pour Silverado
  - en 1987 pour Top Gun
  - en 1990 pour Black Rain
  - en 1991 pour Jours de tonnerre
  - en 1993 pour Piège en haute mer
  - en 1994 pour Le Fugitif
  - en 1995 pour Danger immédiat
  - en 1996 pour Batman Forever
- 1995 : Cinema Audio Society Awards pour Danger immédiat